# Matthew Atkinson
Pour les articles homonymes, voir Atkinson.
 (mai 2021).
La mise en forme du texte ne suit pas les recommandations de Wikipédia : il faut le « wikifier ».
Les points d'amélioration suivants sont les cas les plus fréquents :
- Les titres sont pré-formatés par le logiciel. Ils ne sont ni en capitales, ni en gras.
- Le texte ne doit pas être écrit en capitales (les noms de famille non plus), ni en gras, ni en italique, ni en « petit »…
- Le gras n'est utilisé que pour surligner le titre de l'article dans l'introduction, une seule fois.
- L'italique est rarement utilisé : mots en langue étrangère, titres d'œuvres, noms de bateaux, etc.
- Les citations ne sont pas en italique mais en corps de texte normal. Elles sont entourées par des guillemets français : « et ».
- Les listes à puces sont à éviter, des paragraphes rédigés étant largement préférés. Les tableaux sont à réserver à la présentation de données structurées (résultats, etc.).
- Les appels de note de bas de page (petits chiffres en exposant, introduits par l'outil «  Source ») sont à placer entre la fin de phrase et le point final[comme ça].
- Les liens internes (vers d'autres articles de Wikipédia) sont à choisir avec parcimonie. Créez des liens vers des articles approfondissant le sujet. Les termes génériques sans rapport avec le sujet sont à éviter, ainsi que les répétitions de liens vers un même terme.
- Les liens externes sont à placer uniquement dans une section « Liens externes », à la fin de l'article. Ces liens sont à choisir avec parcimonie suivant les règles définies. Si un lien sert de source à l'article, son insertion dans le texte est à faire par les notes de bas de page.
- La présentation des références doit suivre les conventions bibliographiques. Il est recommandé d'utiliser les modèles {{Ouvrage}}, {{Chapitre}}, {{Article}}, {{Lien web}} et/ou {{Bibliographie}}. Le mode d'édition visuel peut mettre en forme automatiquement les références.
- Insérer une infobox (cadre d'informations à droite) n'est pas obligatoire pour parachever la mise en page.

Pour une aide détaillée, merci de consulter Aide:Wikification.
Si vous pensez que ces points ont été résolus, vous pouvez retirer ce bandeau et améliorer la mise en forme d'un autre article.
John Matthew Atkinson (né le 31 décembre 1988) est un acteur et musicien américain,.
Atkinson est né à Marietta, dans l'État de Géorgie . La famille d'Atkinson a déménagé à plusieurs reprises en Alabama et au Mississippi avant de s'installer à Kennesaw, en Géorgie. Après le lycée, Atkinson a déménagé à Atlanta pour suivre des cours universitaires, tout en poursuivant simultanément des études d'acteur. Il a finalement déménagé à Los Angeles. Il est d'origine amérindienne et irlandaise.

## Carrière
Matthew Atkinson a fait ses débuts à la télévision dans la série dramatique du réseau TV WB/CW, One Tree Hill. Atkinson est apparu dans le film The Blind Side, lauréat d'un Oscar. Atkinson est également apparu dans CSI: Crime Scene Investigation et Drop Dead Diva.
Atkinson est surtout connu sous le nom de Nick Fadden dans les séries de ABC Family, Jane by Design et sous le nom de Austin Travers dans Les Feux de l'amour.
Plus récemment, Atkinson a interprété le rôle de Finn dans la série d'ABC, The Middle et de Jason sur la série d'ABC Family, Young & Hungry.
En mars 2019, Matthew Atkinson a rejoint le casting d'Amour, gloire et beauté en jouant le personnage de Thomas Forrester.

## Filmographie

### Cinéma
- 2009 : The Blind Side : Valet Parker
- 2016 : Sisters of the Groom : Ben Reynolds

### Télévision
- 2009 : Les Frères Scott : acteur Nathan
- 2009 : Drop Dead Diva : Kyle Nevins
- 2010 : CSI: Crime Scene Investigation : Barry
- 2012 : Jane by Design : Nick Fadden
- 2012 : Fletcher Drive	: le petit ami parfait
- 2013 : Un vrai foutoir (Hotmess) (téléfilm) : Nick Jones
- 2013–2015	: Parenthood : Zach
- 2014–2015	: Les Feux de l'amour : Austin Travers
- 2015 : The Middle : Finn
- 2015 : Young & Hungry : Jason
- 2017 : Inspired to Kill (téléfilm) : Jason
- 2017 : Powerless : Alex / Olympian
- 2017 : Eruption : LA [4]
- 2019-présent : Amour, Gloire et Beauté : Thomas Forrester